# Arizona Sunshine
Arizona Sunshine is een computerspel dat werd ontwikkeld door Vertigo Games. Het spel werd uitgebracht in 2016 voor meerdere platforms.

## Gameplay
Arizona Sunshine is een first-person shooter die speciaal gemaakt is voor VR. In het spel vecht de speler (eventueel samen met vrienden) tegen zombies.